# Bahnhof Imst-Pitztal
Der Bahnhof Imst-Pitztal ist ein Regional- und Fernverkehrsbahnhof in der Gemeinde Arzl im Pitztal in Tirol in Österreich. Er liegt an der Arlbergbahn (Innsbruck – Bludenz) und wird von Zügen der Österreichischen Bundesbahnen (ÖBB) bedient.

## Lage
Der Bahnhof liegt am Kilometer 54,7 der 1884 erbauten Arlbergbahn, die von Innsbruck über Landeck-Zams und durch den Arlbergtunnel nach Bludenz in Vorarlberg führt. Das Bahnhofsgebäude liegt am rechten Innufer im Gemeindegebiet von Arzl im Pitztal und ist über die Innbrücke mit Imst verbunden.

## Verbindungen

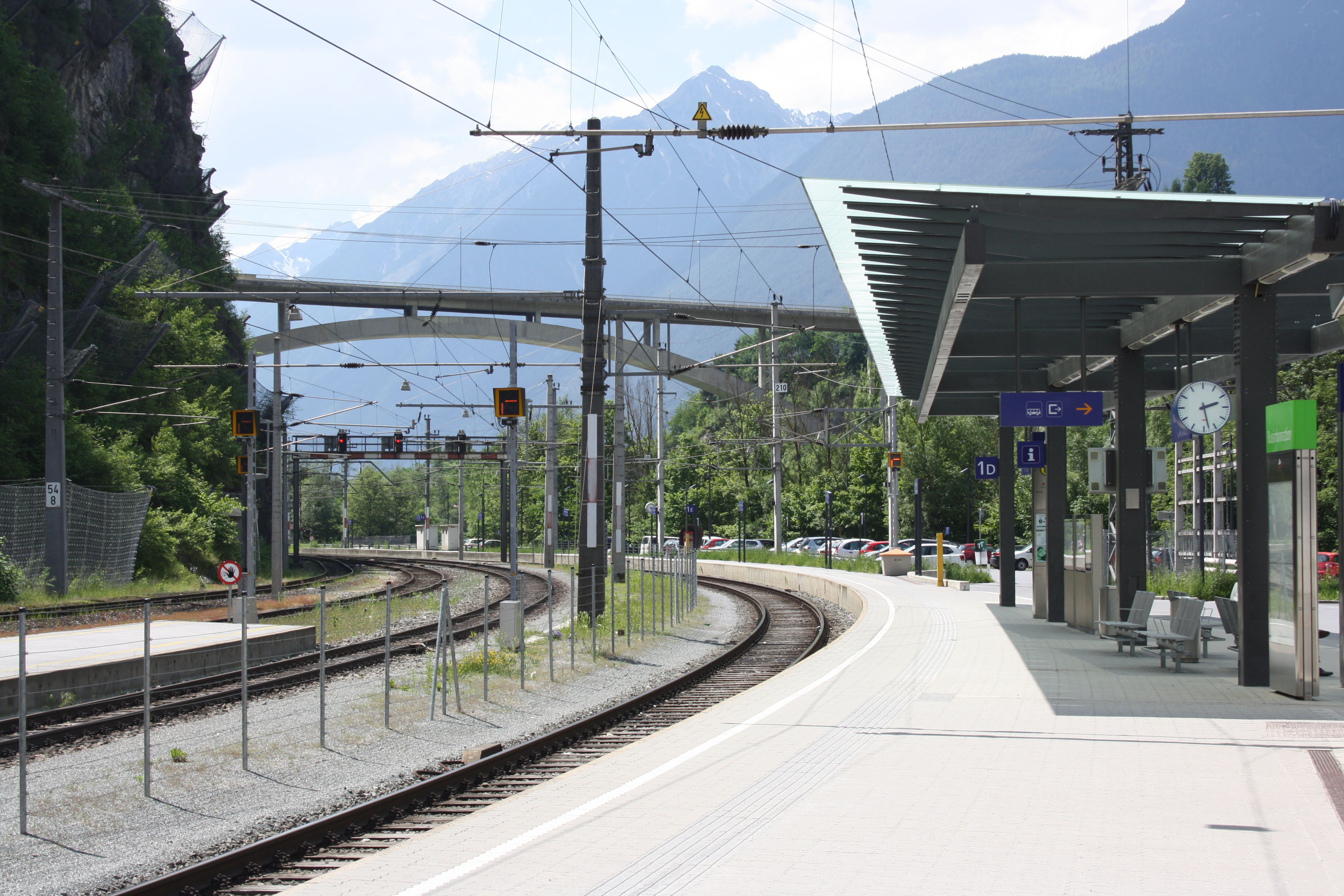
Bahnsteig 1

Im Fernverkehr wird der Bahnhof zweistündlich von Zügen nach Wien und Bregenz (ein Zugpaar bis Frankfurt am Main) angefahren. Dazu verkehren noch einzelne Zugpaare Richtung Innsbruck bzw. Bregenz und darüber hinaus. Im Nahverkehr hält hier ein Regional-Express, der den Bahnhof jede Stunde mit Landeck und Innsbruck verbindet.
Die Tabelle zeigt alle Zugverbindungen des Bahnhofs. Zu Tagesrandzeiten verkehren oft weitere Züge, darunter die Tiroler Nacht S-Bahn von Landeck nach Kufstein.
| Zuggattung                  | Strecke | Taktfrequenz   |
| --------------------------- | --- | -------------- |
| Xpress                      | Flughafen Wien – Wien – St. Pölten – Linz – Salzburg – Wörgl – Jenbach – Innsbruck – Imst-Pitztal – Landeck-Zams – Feldkirch – Bregenz (– Stuttgart – Frankfurt) | 2-Stunden-Takt |
| Intercity-Express           | Innsbruck – Ötztal – Imst-Pitztal – Feldkirch – Bregenz – Stuttgart – Mannheim – Köln – Münster                                                                  | ein Zugpaar    |
| D                           | Innsbruck – Ötztal – Imst-Pitztal – Feldkirch – Bregenz | ein Zugpaar    |
| WESTbahn                    | Wien – St. Pölten – Linz – Salzburg – Kufstein – Wörgl – Innsbruck – Imst-Pitztal – Landeck-Zams – Feldkirch – Bregenz                                           | ein Zugpaar    |
| ÖBB Nightjet                | Wien – St. Pölten – Linz – Salzburg – Innsbruck – Ötztal – Imst-Pitztal – Landeck-Zams – Feldkirch – Bregenz                                                     | ein Zugpaar    |
| Regional-Express#Österreich | Innsbruck – Telfs-Pfaffenhofen – Ötztal – Imst-Pitztal – Landeck-Zams                                                                                            | 1-Stunden-Takt |

Vom Stadtbus Imst fahren 3 Linien zum Bahnhof. Dazu verkehren noch einige Regionalbusse in die umliegenden Orte. Die Linien werden von der Österreichischen Postbus AG betrieben.
- Stadtbus 2: Imst-Pitztal – FMZ Einkaufszentrum – Brennbichl – Imst Terminal Post
- Stadtbus 3: Imst-Pitztal – Brennbichl – Imst Terminal Post
- Stadtbus 5: Imst-Pitztal – Imst Terminal Post
- 155: Imst-Pitztal – Imst Terminal Post – Hahntennjoch – Pfafflar – Elmen
- 310: Imst-Pitztal – Arzl i. P. – Jerzens – Mittelberg
- 311: Imst-Pitztal – Piller (Fließ)
- 318: Imst-Pitztal – Karrösten
- 160X: Imst-Pitztal – Nassereith – Ehrwald – Reutte